# ディウメルシ・エンドンガラ
ディウメルシ・エンドンガラ（Dieumerci Ndongala 、1991年6月14日 - ）は、コンゴ民主共和国・キンシャサ出身のプロサッカー選手。APOEL所属。ポジションは、ミッドフィールダー（ウイング）。

## クラブ歴
2014年、ラ・ルヴィエールからベルギー・プロ・リーグのシャルルロワに移籍した。2月8日、1-3で敗れたアウェーのロケレン戦でリーグデビューを果たした。5月3日、アウェーのKVコルトレイク戦では1-2で敗れたものの、リーグ初得点を決めた。
2017年1月31日、スタンダール・リエージュに復帰した。

## タイトル

### クラブ
ヘンク
- ベルギー・ファースト・ディビジョン: 2018-19